# فيرنا ليسي
فيرنا ليسي (بالإيطالية: Virna Lisi)‏ (مواليد 8 نوفمبر 1936 - الوفاة 18 ديسمبر 2014) إيطالية بدأت مسيرتها الفنية سنة 1953.

## وفاة
توفيت في روما وعمرها 78 عاماً بعد إصابتها بمرض السرطان.

## وصلات خارجية
- فيرنا ليسي على موقع أول موفي.
- فيرنا ليسي على موقع IMDb (الإنجليزية)
- فيرنا ليسي على موقع روتن توميتوز (الإنجليزية)
- فيرنا ليسي على موقع ألو سيني (الفرنسية)
- فيرنا ليسي على موقع تيرنر كلاسيك موفيز (الإنجليزية)
- فيرنا ليسي على موقع أول موفي (الإنجليزية)
- فيرنا ليسي على موقع قاعدة بيانات الأفلام السويدية (السويدية)
- فيرنا ليسي على موقع إن إن دي بي (الإنجليزية)
- فيرنا ليسي على موقع أول ميوزيك (الإنجليزية)
- فيرنا ليسي على موقع ديسكوغز (الإنجليزية)
- فيرنا ليسي على موقع قاعدة بيانات الفيلم (الإنجليزية)
- Virna Lisi, at Celebirony.
- Virna Lisi, at ElCriticon (The critic, in Spanish)